# Campeonato Paraguaio de Futebol de 1976
O Campeonato Paraguaio de Futebol de 1976 foi o sexagésimo sexto torneio desta competição. Participaram dez equipes. O clube Club Presidente Hayes foi rebaixado. O campeão e o vice do torneio representaria o Paraguai na Copa Libertadores da América de 1977
| Equipe                 | Cidade   | Departamento     | No ano anterior                                                      | Estádio | Capacidade | Títulos                                           | Participações |
| ---------------------- | -------- | ---------------- | -------------------------------------------------------------------- | ------- | ---------- | ------------------------------------------------- | ------------- |
| Club Cerro Porteño     | Assunção | Distrito Capital | Lugar                                                                | --      | --         | 18 (último em 1974)                               | 60            |
| Club Guaraní           | Assunção | Distrito Capital | Lugar                                                                | --      | --         | 8 (1906,1907, 1921, 1923, 1949, 1964, 1967, 1969) | 65            |
| Club Nacional          | Assunção | Distrito Capital | Lugar                                                                | --      | --         | 6 (1909, 1911, 1924, 1926, 1942, 1946)            | 66            |
| Club Olimpia           | Assunção | Distrito Capital | Campeão                                                              | --      | --         | 24 (último em 1975)                               | 66            |
| Club Libertad          | Assunção | Distrito Capital | Lugar                                                                | --      | --         | 6 (1910, 1920, 1930,1943, 1945, 1955 )            | 62            |
| Club River Plate       | Assunção | Distrito Capital | Lugar                                                                | --      | --         | 0 (não possui)                                    | 60            |
| Resistencia Sport Club | Assunção | Distrito Capital | Campeão do Campeonato Paraguaio de Futebol de 1975 - Segunda Divisão | --      | --         | 0 (não possui)                                    | 1             |
| Club Rubio Ñu          | Assunção | Distrito Capital | Lugar                                                                | --      | --         | 0 (não possui)                                    | 13            |
| Sol de América         | Assunção | Distrito Capital | Lugar                                                                | --      | --         | 0 (não possui)                                    | 62            |
| Club Sportivo Luqueño  | Luque    | Central          | Lugar                                                                | --      | --         | 2 (1951,1953)                                     | 42            |

## Premiação
| Campeonato Paraguaio 1976 Primeira Divisão |
| Assunção                                   |
| ------------------------------------------ |
| Club Libertad Campeão (7º título)          |